# 吹田事件

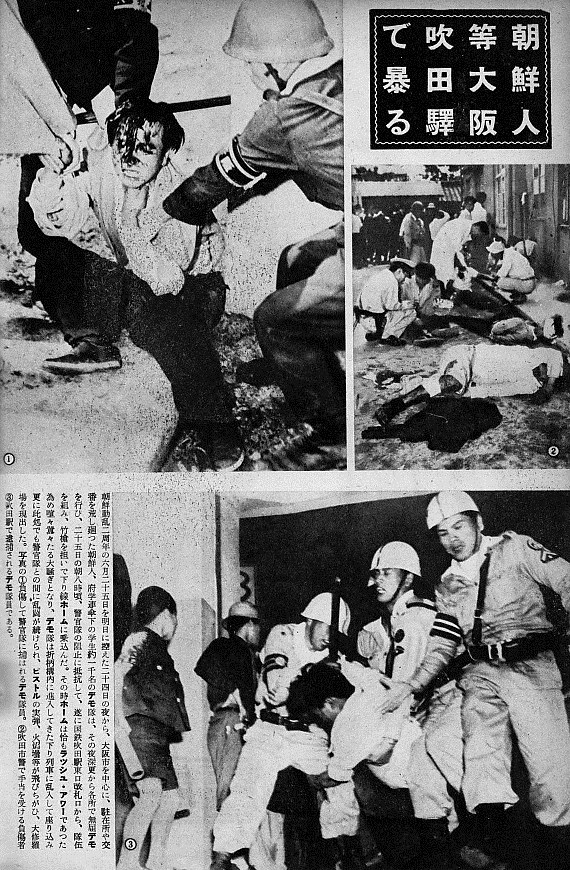
吹田事件を扱った雑誌の記事

吹田事件（すいたじけん）は、1952年6月24日（火曜日）から6月25日（水曜日）にかけて、大阪府吹田市・豊中市一帯で発生した吹田騒擾事件と、その裁判で起きた事件（吹田黙祷事件）の両方を指して吹田事件という。
ただし吹田騒擾事件のみを指して吹田事件とする場合もあり、定まっていない。同年に起こった血のメーデー事件、大須事件と並んで三大騒擾事件の一つとされている。

## 事件の背景
1950年6月25日に朝鮮戦争が勃発した。当初戦況はソビエト連邦が支援する北朝鮮が優位であったが、韓国軍とそれを支援するアメリカ軍やイギリス軍などを中心とした国連軍による仁川上陸作戦で戦局が一変、逆に韓国優位となり、韓国軍と国連軍の一部は鴨緑江に到達したが、急遽参戦した中国人民志願軍によって38度線に押し戻され、一進一退の膠着状態が続いていた。
当時の日本は、アメリカ軍やイギリス軍をはじめとする連合国軍の占領下にあり、朝鮮戦争に国連軍の1国として参戦していたアメリカ軍は日本を兵站基地として朝鮮半島への軍事作戦を展開していた。
またアメリカ政府は、日本政府に対し飛行場の利用や軍需物資の調達、兵士の日本での訓練を要請した。
首相の吉田茂は「これに協力することはきわめて当然」と述べ、積極的にアメリカへの支援を開始した。
吹田事件の舞台となった大阪大学豊中キャンパス周辺にはアメリカ軍の刀根山キャンプがあり、アメリカ軍兵士が駐留していた。
また吹田市では国鉄吹田操車場から連日、国連軍への支援物資を乗せた貨物列車が編成された。

## 事件の概要

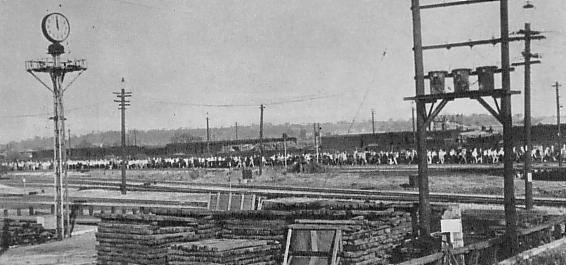
吹田操車場になだれ込むデモ隊

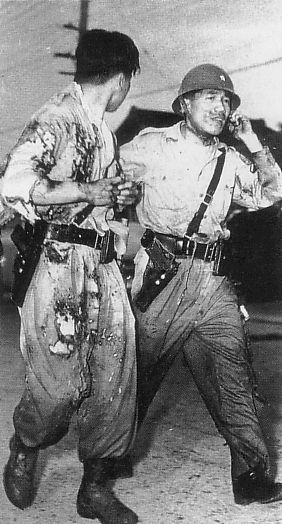
火炎瓶攻撃を受けた警察官

1952年6月24日夕方、大阪府豊中市にある大阪大学豊中キャンパスで「伊丹基地粉砕・反戦独立の夕」が大阪府学生自治会連合によって開催された。学生、労働者、農民、女性、在日朝鮮人など約1000人（参加者数には800人から3000人まで諸説ある）が参加した。
集会では「朝鮮戦争の即時休戦、軍事基地反対、アメリカ軍帰れ、軍事輸送と軍需産業再開反対、再軍備徴兵反対、破防法反対」などのアピールが採択された。集会終了後、国連軍用貨物列車の輸送拠点となっていた吹田操車場までデモを行うことになった。
集会参加者は西国街道経由で箕面へ向かい、吹田に南下する「山越部隊」と阪急宝塚本線石橋駅（現在の石橋阪大前駅）から臨時列車を動かし、服部駅（現在の服部天神駅）から吹田に向かう「電車部隊」に分かれて行動した。人数は山越部隊の方が多かった。
山越部隊は警察予備隊豊中通信所の横を通り、午前2時ごろ三島郡豊川村に到着した。
ここで山越部隊は「ファシスト打倒」と称して笹川良一宅に投石したり、棒きれで玄関の扉を損傷させている。
笹川良一本人は留守で、けが人はなかった。休憩後、山越部隊は南下して国鉄労働組合吹田支部の中野新太郎邸に立ち寄り、庭で竹槍を振り回したり障子を破ったりしたが、けが人はなかった。
一方、電車部隊は大阪大学近くの石橋駅に入ったが、最終電車が発車した後だったため、駅長に臨時列車の発車を強要した。駅長はやむなく運賃徴収の上、臨時列車を発車させることになった。
電車部隊は梅田駅と石橋駅の間の服部駅で全員が下車し、旧伊丹街道の裏道経由でデモを行い、6月25日午前5時ごろ三島郡山田村（現吹田市山田南）で山越部隊との合流を果たした。
この間、警察は電車部隊が梅田駅に向かうと予想し、梅田で警官隊を待機させていたが、電車部隊が服部駅で下車したため行方を見失い、山越部隊についても電車部隊の対応をしている間に見失っていた。
合流後、デモ隊は南下し須佐之男命神社（摂津市千里丘）に到着した。神社前には吹田市警察や国家地方警察の警官隊が警備線を張っていたが、警察指揮者との交渉をデモ隊が受け入れなかったため、警察隊は警備線を解き、デモ隊に道を譲った。
大阪地方検察庁は、この時にデモ隊が暴徒と化して突進し、暴力で警備線を突破したと主張して騒擾罪を適用した。しかし証拠写真や警察指揮者の証言からデモ隊が暴徒化した事実がないことが明らかになったとされた。
このため後の裁判で被告人全員が騒擾罪では無罪となることになった。
須佐之男命神社から南下したデモ隊は、午前6時ごろ国鉄東海道本線岸辺駅経由で吹田操車場に入った。デモ隊は操車場内で「戦争反対」「軍用臨時列車を止めろ」などのシュプレヒコールをあげながらデモを行ったが、実際には軍用列車は事前に移動させられていた。吹田操車場から出たデモ隊は吹田駅に向かった。
なおこれらデモ隊の行動について、「うさぎ狩りのようでした」などという証言もなされた一方で検察は「暴徒そのものだ」と形容したが、実際のデモ隊は京都方面に向かっていた在大津南西司令官カーター・W・クラーク（英語版）陸軍准将の車に石や硫酸ビンを投げ准将は顔に全治2週間の傷を負った事例や、午前7時ごろ茨木市警察のウィーポン車にむかって7・8名のデモ参加者が石や火炎瓶を投げたことで転げ落ちた警官が火傷や打撲傷を負った事例のほか、沿道にある駐在所や派出所に投石を行うなど、彼らが標的とみなした対象への攻撃を行った。
その後デモ隊は西口改札から吹田駅に入り、同駅で流れ解散となった。
吹田駅の助役は裁判時に「デモ隊が順調に乗ってくれたので、『うまいこといきましたな』と駅長とも話していた」と証言している。
解散したデモ参加者らは大阪行き8時7分発の列車に乗車しようとした。そこに約30人の警察官が追いつき、デモ隊はこれと衝突した。
これによりホームは大混乱となり、デモ参加者や一般乗客に負傷者が出た。事件では200人を超える大量逮捕が行われ、111人が騒擾罪で起訴された（被告人の1人が裁判中に死去、1人は韓国に強制送還され「行方不明」となったため最終的に109人）。
なおこの際に警官が発砲しデモ隊の4人が重傷を負った。列車内で撃たれたデモ参加者は吹田市を相手として賠償請求訴訟を起こし、裁判所は警察官の職権乱用を認め、吹田市も承認している。
なお検察は「拳銃発射は暴徒のうちにもこれを行ったものがあり、これら負傷のすべてが警察官の発射した」ものとは言い難いと主張していたが、証拠がなく現場にいた警察官、第三者証人だれも証言していないため、根拠が乏しいとされ裁判で認められなかった。なお検察は警察隊が撃った弾によって重傷を負わせたデモ参加者4人を起訴していない。

## 裁判
吹田事件弁護団は後に保守系の吹田市長となった山本治雄を主任弁護士として結成された。弁護団には国会議員をしていた弁護士の加藤充や亀田得治らも加わり、国会でも吹田事件を取り上げて「弾圧」の不当性を訴えた。
このときの裁判戦術は、大衆的裁判闘争と呼ばれ、後に日本国民救援会によって公安事件の闘争方法として定着していくことになる。
1953年7月27日、朝鮮戦争が休戦。7月29日に行われた公判の冒頭で、被告人たちは佐々木哲蔵裁判長に朝鮮戦争休戦を祝う拍手と朝鮮人犠牲者に対する黙祷を行いたいと申し出た。
これについて佐々木は「裁判所は止めもしなければ激励もしない、裁判所は中立性を表明する」と静観した。検察は佐々木の対応を不服とし、保守系議員に働きかけて佐々木を国会の裁判官訴追委員会にかけた。これがいわゆる吹田黙祷事件である。訴追委員会は佐々木の喚問を決定するが、佐々木は裁判の公平性が損なわれるとして拒否。最高裁判所は、「法廷の威信について（通達）」（昭和28年9月26日最高裁判所総総第210号）及び「法廷の威信について」（昭和28年9月26日最高裁判所総総第211号高等裁判所長官、地方裁判所長および家庭裁判所長あて事務総長通達）を発出し、全国の裁判官に宛てて、佐々木の訴訟指揮を「まことに遺憾」とした。
しかし、司法関係者による相次ぐ反対のため、喚問は行われなかった。結局、裁判官訴追委員会では、訴追猶予の決定が下された。
1963年6月22日の第一審判決では騒擾罪の成立を認めなかった。検察は111人の被告人のうち47人を起訴したが、1968年7月25日の第二審判決でも一部の被告人が威力業務妨害罪で有罪となったが、騒擾罪の無罪は変わらなかった。
1972年3月17日、最高裁が上告を棄却して判決が確定した。

## 注・参考文献
1. 1 2  吹田事件被告団『十年裁判』（1962年）
2. 1 2  吹田事件文集刊行委員会『「吹田事件」と裁判闘争』（1999年）
3. ↑  脇田憲一『朝鮮戦争と吹田・枚方事件』（明石書店 2004年）
4. ↑  横幕胤行、富久公、船越信勝『吹田・枚方事件について』（1954年）
5. ↑  石川元也『吹田事件と大衆的裁判闘争』（自由法曹団大阪支部 1979年）

- 大阪府警察史編集委員会編『大阪府警察史 第3巻』（1973年）
- 李瑜煥『日本の中の三十八度線―民団・朝総連の歴史と現実―』（1980年）
- 西村秀樹『大阪で闘った朝鮮戦争 吹田・枚方事件の青春群像』（岩波書店 2004年）
- 金時鐘『吹田事件・わが青春のとき』「わが生と詩」pp119-141(岩波書店2004)ISBN 4000026496
- 西村秀樹『朝鮮戦争に「参戦」した日本』 （三一書房 2019年) 2004年刊『大阪で闘った朝鮮戦争』の加筆改題版